# Karl Jakob Schwalbach

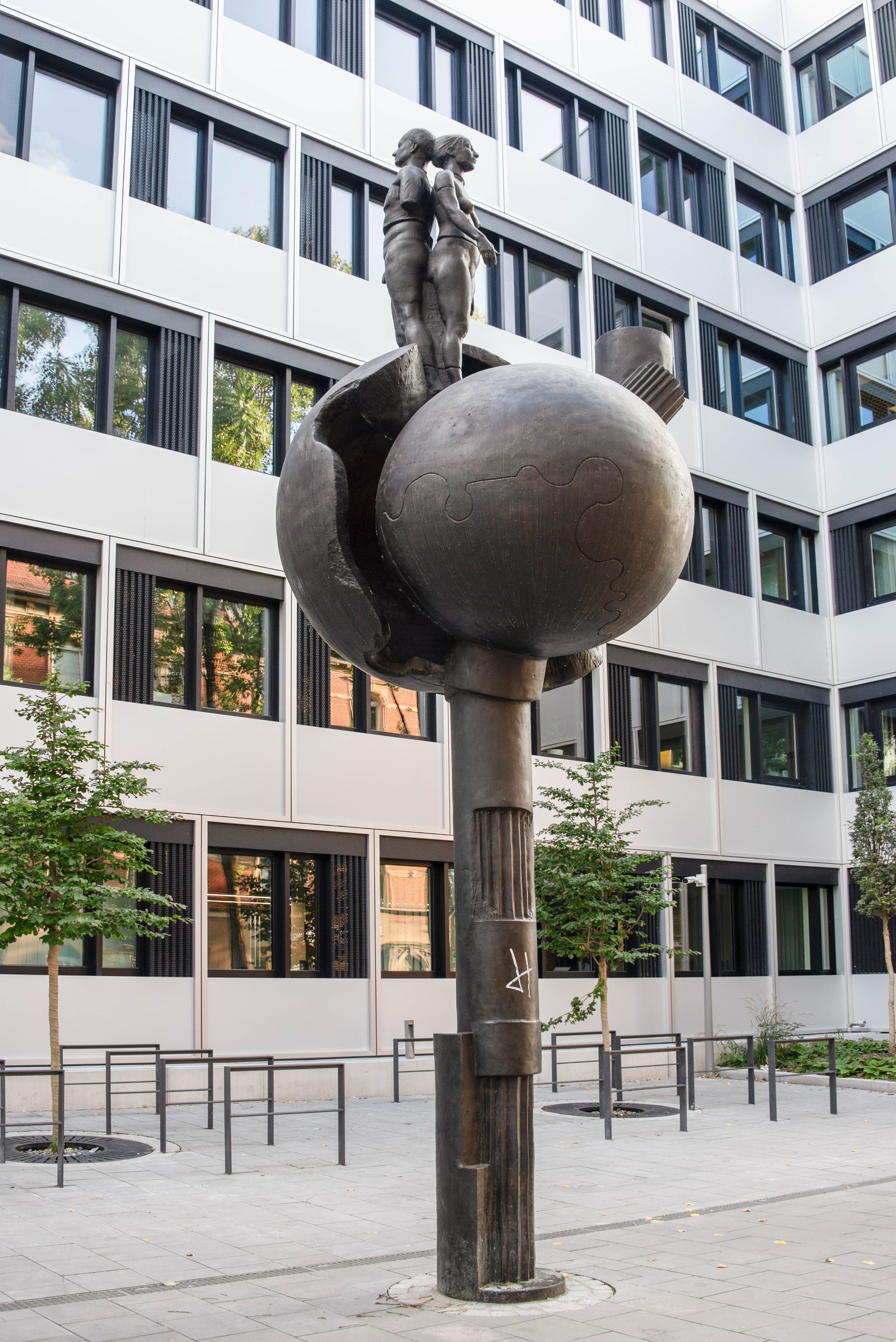
Baumzeichen 2 (1980)

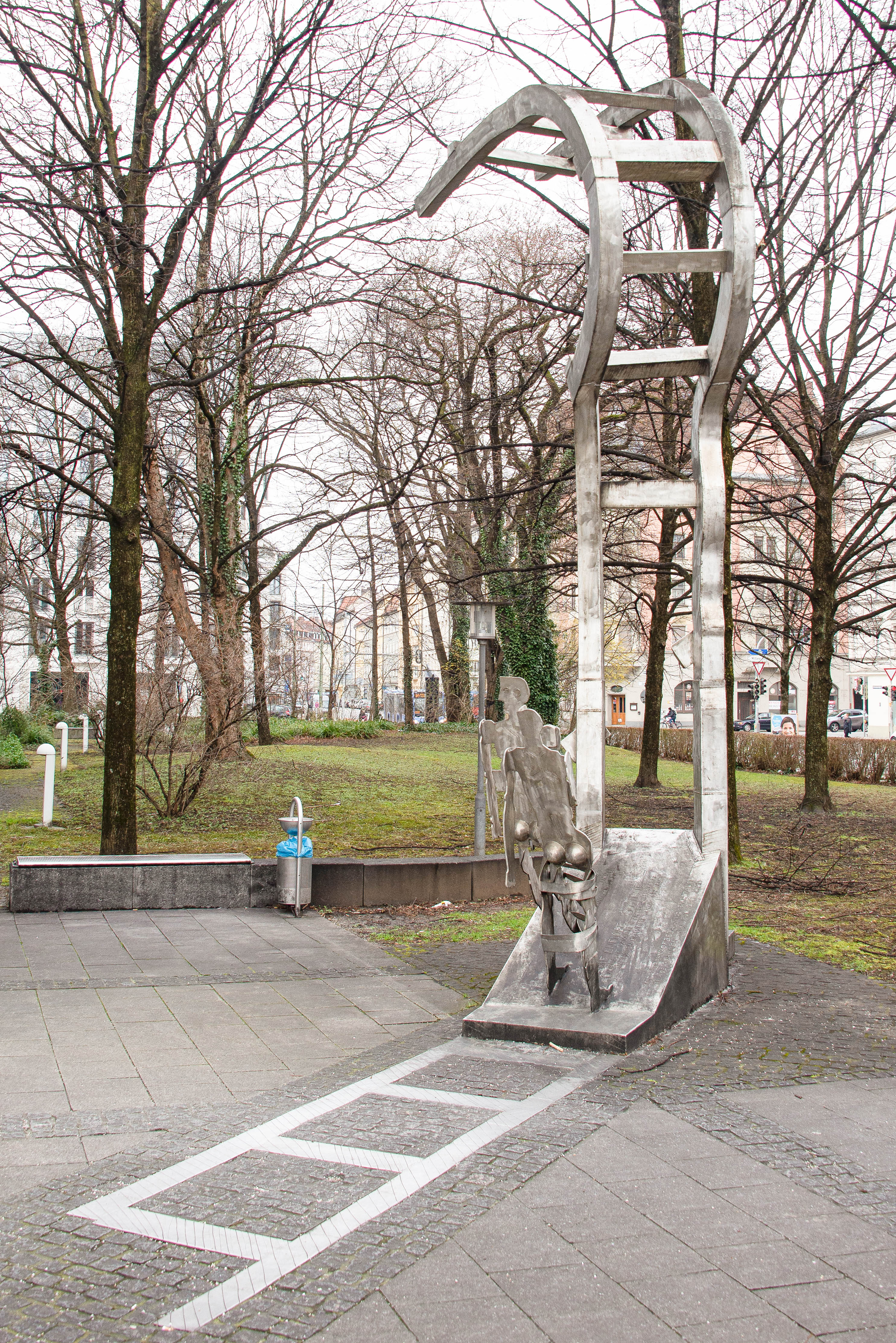
Die endlose Schiene (1990)

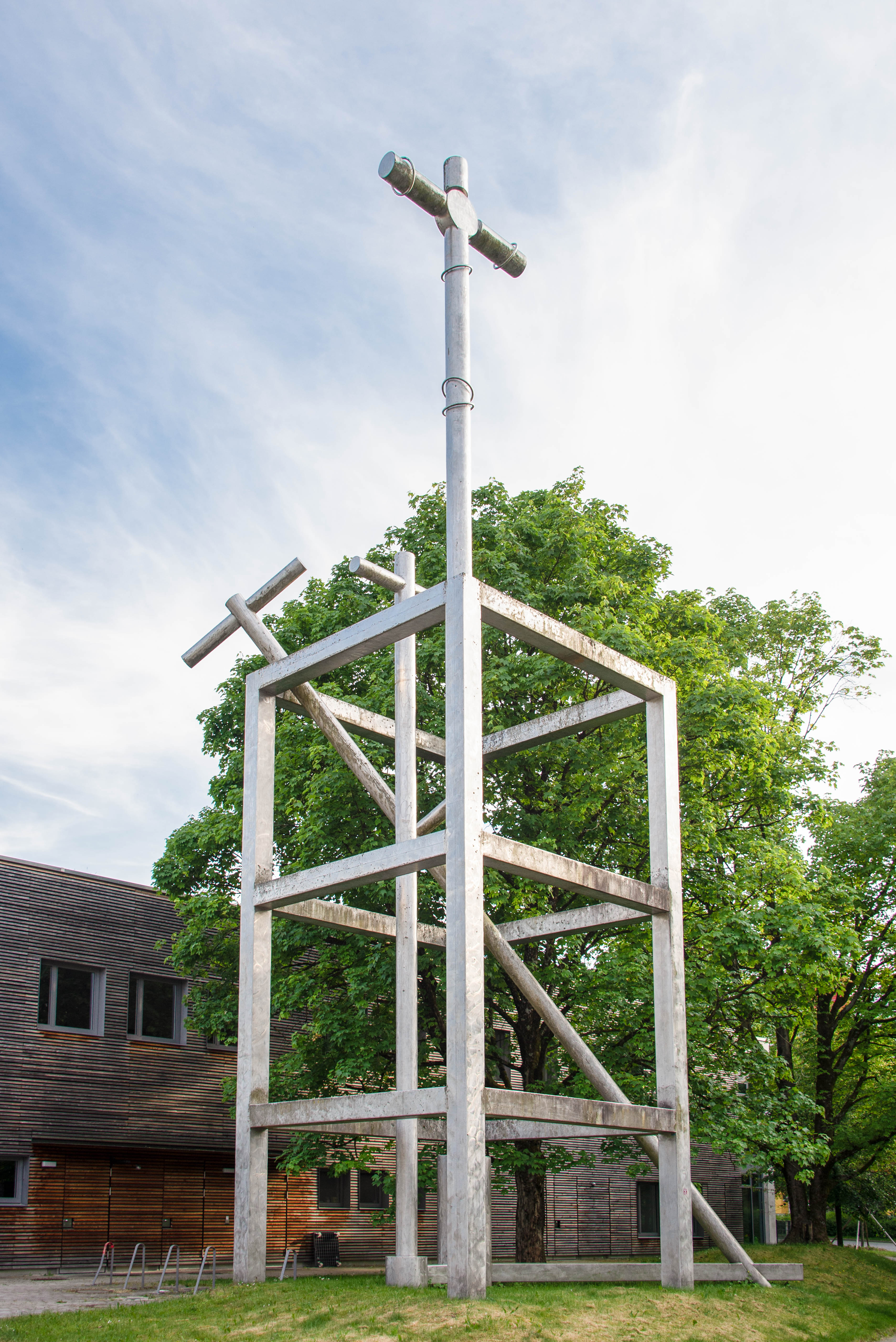
Kreuzgerüst (1998) München

Karl Jakob Schwalbach (* 1. März 1937 in Frankfurt am Main; † 20. Dezember 2023 in Holzkirchen) war ein deutscher Bildhauer.

## Biographie
Karl Jakob Schwalbach, der bereits als Vollwaise frühzeitig Selbstständigkeit erlernte, eröffnete mit 19 Jahren seine eigene Wachskunst-Werkstatt in Trudering, nachdem er eine Ausbildung als Wachszieher und Wachsbildner absolviert hatte. Sein künstlerischer Werdegang führte ihn an die Akademie der Bildenden Künste, wo er von 1957 bis 1964 Bildhauerei unter Josef Henselmann studierte. Während seines Studiums verbrachte er auch ein Jahr in Barcelona an der Escuela Massana, unterstützt durch ein Stipendium des DAAD, um sich in Metalltreiben, Grafik und Goldschmiedekunst weiterzubilden. 1962 richtete er sein erstes Atelier in der Mariahilfstraße 2 ein. Im Jahr 1966 heiratete er Hannelore, eine Schmuckdesignerin und Malerin. Ab 1972 bewohnte er die ehemalige Anderlmühle in Valley, die auch als Andreasmühle bekannt ist.
Er starb nach längerer Krankheit mit 86 Jahren und wurde in Hohendilching beigesetzt.

## Werke (Auswahl)
- 1977: Bodenbrunnen in Sitzform (München, Ludwigstraße)
- 1980: Baumzeichen 2 (München, Lindwurmstraße)
- 1888: Tränen der Erde (Mangfalltal (Nähe Thalham))
- 1990: Endlose Schiene (München, Orleansstraße)
- 1998: Kreuzgerüst (München, Quiddestraße vor der Kirche St. Jakobus)
- 2003: Marienbrunnen - Virgo potenz (Tuntenhausen, nördlich der Wallfahrtskirche)

## Auszeichnungen
- 1977: Bayerischer Staatspreis – Danner Preis